# Exiliboa placata
Exiliboa placata là một loài rắn trong họ Boidae. Loài này được Bogert mô tả khoa học đầu tiên năm 1968.